# John Bowis
John Bowis (n. 2 august 1945, Brighton, Anglia, Regatul Unit) este un om politic britanic, membru al Parlamentului European în perioadele 1999-2004 și 2004-2009 din partea Regatului Unit.